# We're F'N' Back!
A We're F'N' Back! foi uma turnê da banda ameircana de hard rock Guns N' Roses, realizada de 31 de julho de 2021 a 10 de dezembro de 2022. Esta turnê marcou o retorno da banda aos palcos após a pandemia de COVID-19. Com a formação liderada por Axl Rose, Slash, Duff McKagan, Dizzy Reed, Richard Fortus, Frank Ferrer e Melissa Reese, a banda continuou a promover sua reunião clássica que começou com a turnê Not in This Lifetime. A turnê contou com várias datas pelos Estados Unidos e outros países, mantendo o estilo enérgico que caracteriza suas apresentações ao vivo.

## História
Após um show único em 31 de janeiro de 2020, em Miami, em conjunto com o Super Bowl LIV, a banda estava programada para fazer uma turnê na América Central e do Sul em março e abril.
Em 6 de fevereiro de 2020, uma turnê com o The Smashing Pumpkins como abertura foi planejada para várias datas em julho de 2020; A primeira data da turnê ocorreu conforme programado em 14 de março de 2020, na Cidade do México, como parte do Festival Vive Latino (aonde eles voltam para tocar "So Fine" com Duff McKagan nos vocais, o que não acontecia desde 1993), apesar do rápido avanço da pandemia de COVID-19. Embora tenha sido anunciado dois dias depois, em 16 de março de 2020, que as datas restantes da América Latina foram adiadas para outubro a dezembro de 2020, os shows seriam adiados indefinidamente. Em 11 de maio de 2020, a banda anunciou no Twitter que a parte europeia da turnê, que estava originalmente programada para começar em 20 de maio em Lisboa, Portugal, havia sido cancelada.
Em 20 de maio de 2020, a banda anunciou que a parte norte-americana da turnê estava "sendo remarcada com muita cautela". A etapa adiada estava originalmente programada para começar em 4 de julho em Milwaukee e terminar em 26 de agosto em Missoula, Montana.
A cancelada apresentação de 8 de agosto no SoFi Stadium na área de Los Angeles teria sido (além de ser o retorno da banda à sua cidade natal) o primeiro show de rock and roll no novo estádio.
Em 19 de novembro de 2020, a banda anunciou 8 novas datas na Oceania. A turnê Oceania estava programada para começar em 6 de novembro de 2021, em Gold Coast, Austrália, antes de encerrar em 24 de novembro de 2021, em Perth, Austrália. A data de Toronto para 26 de julho foi cancelada em 1.º de junho de 2021.

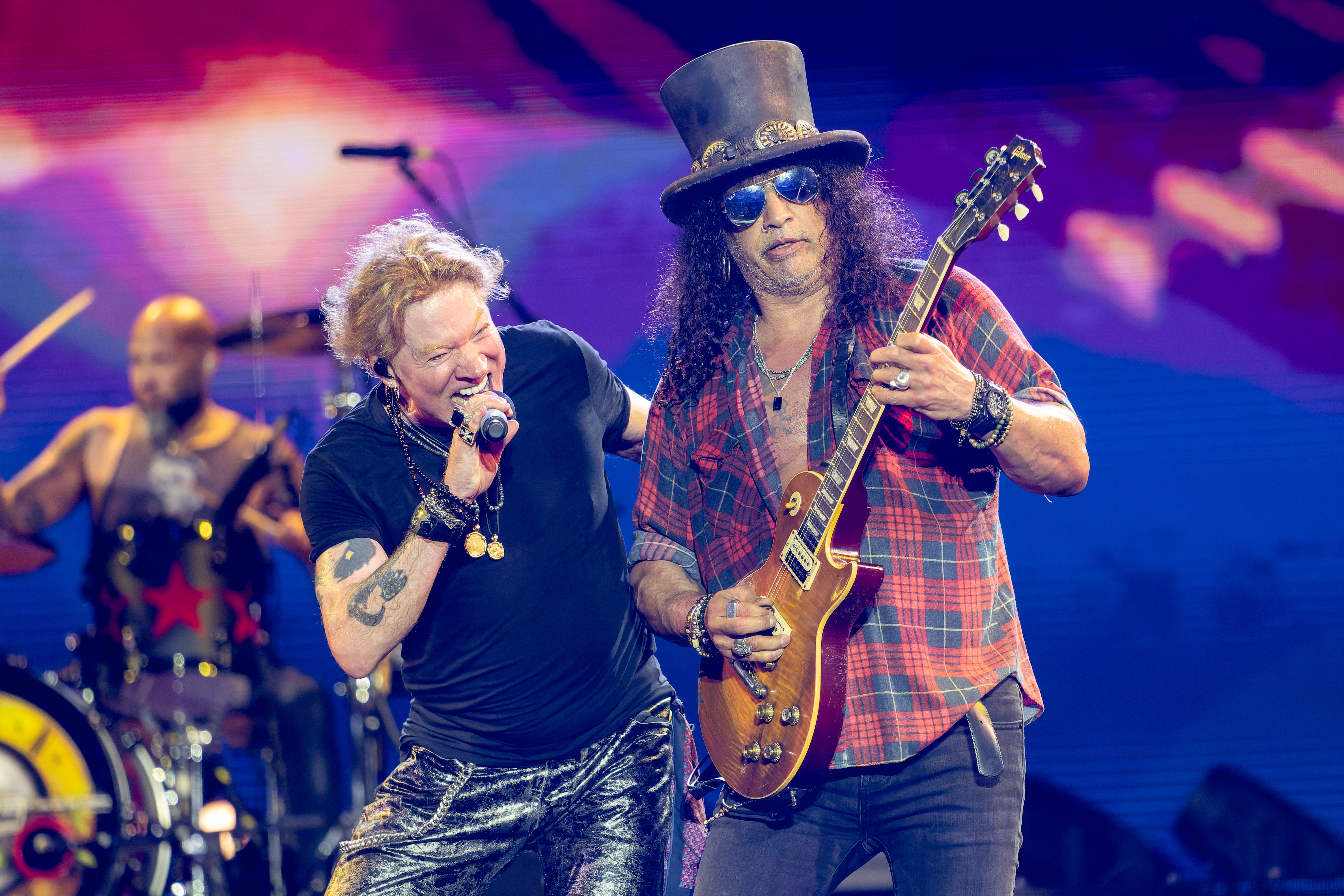
Axl Rose e Slash durante apresentação em 2023

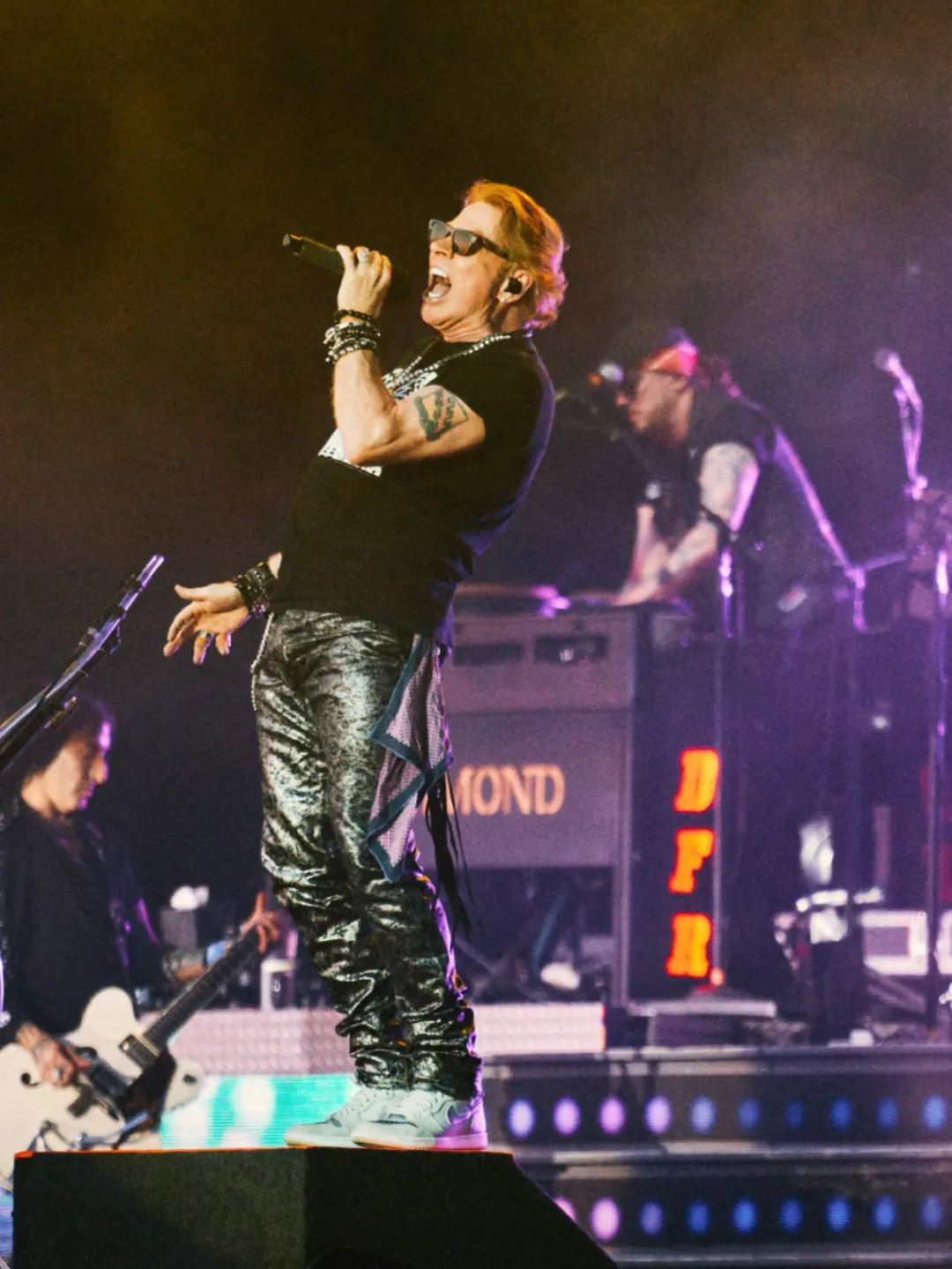
Axl Rose em 2023

Em 3 de agosto de 2021, no Fenway Park, em Boston, a banda tocou "Absurd", uma reformulação da música "Silkworms" das sessões do Chinese Democracy, tocada ao vivo quatro vezes em 2001.
Após o show da banda no Wrigley Field em 16 de setembro de 2021, Rose divulgou um comunicado dizendo que estava sofrendo de intoxicação alimentar durante o show, porém ele fez o show na íntegra.
Em 24 de setembro de 2021, a banda lança "Hard Skool", outra reformulação de uma música das sessões do Chinese Democracy, e tocada ao vivo em 26 de setembro de 2021, na Royal Farms Arena, em Baltimore. Havia rumores de que a música seria lançada e havia sido tocada nas passagens de som em 2019, 2020 (no último show da banda antes da pandemia, com Rose presente) e 2021.
De acordo com números relatados à Billboard Boxscore, a etapa americana da turnê Guns N' Roses 2021 arrecadou US$ 50 milhões e vendeu 363.000 ingressos.
Em 11 de setembro de 2022, fizeram história em Goiânia com a turnê. Fizeram uma releitura do Monumento às Três Raças no flyer de divulgação. Tocaram por cerca de três horas no Estádio Serra Dourada. Tocaram os clássicos: "It’s So Easy", "Live and Let Die", "Civil War", "Sweet Child O’ Mine", "November Rain", "Knocking on Heavens Door", "Nightrain", "Patience" e "Welcome to the Jungle".

## Datas da turnê
| Data                   | Cidade           | País             | Local                                    | Ato de abertura              | Ingressos vendidos/ingressos disponíveis | Receita          |
| América do Norte       | América do Norte | América do Norte | América do Norte                         | América do Norte             | América do Norte                         | América do Norte |
| ---------------------- | ---------------- | ---------------- | ---------------------------------------- | ---------------------------- | ---------------------------------------- | ---------------- |
| 31 de janeiro de 2020  | Miami            | Estados Unidos   | American Airlines Arena                  | Snoop Dogg                   | 11,193 / 11,193                          | $2,672,325       |
| 14 de março de 2020    | Cidade do México | México           | Foro Sol                                 | —                            | —                                        | —                |
| 31 de julho de 2021    | Hershey          | Estados Unidos   | Hersheypark Stadium                      | Mammoth WVH                  | 23,908 / 25,000                          | $2,289,600       |
| 3 de agosto de 2021    | Boston           | Estados Unidos   | Fenway Park                              | Mammoth WVH                  | 25,549 / 30,000                          | $3,742,808       |
| 5 de agosto de 2021    | East Rutherford  | Estados Unidos   | MetLife Stadium                          | Mammoth WVH                  | 35,611 / 38,000                          | $4,532,815       |
| 8 de agosto de 2021    | Detroit          | Estados Unidos   | Comerica Park                            | Mammoth WVH                  | 19,105 / 21,000                          | $1,824,930       |
| 11 de agosto de 2021   | Fargo            | Estados Unidos   | Fargodome                                | Mammoth WVH                  | —                                        | —                |
| 13 de agosto de 2021   | Missoula         | Estados Unidos   | Washington–Grizzly Stadium               | Mammoth WVH                  | 15,500 / 18,000                          | $1,602,149       |
| 16 de agosto de 2021   | Commerce City    | Estados Unidos   | Dick's Sporting Goods Park               | Mammoth WVH                  | 15,488 / 16,414                          | $1,824,855       |
| 19 de agosto de 2021   | Los Angeles      | Estados Unidos   | Banc of California Stadium               | Mammoth WVH                  | 21,950 / 21,950                          | $3,487,948       |
| 22 de agosto de 2021   | Portland         | Estados Unidos   | Moda Center                              | Mammoth WVH                  | 10,553 / 10,553                          | $1,414,302       |
| 25 de agosto de 2021   | San Jose         | Estados Unidos   | SAP Center                               | Mammoth WVH                  | 10,438 / 10,438                          | $1,393,972       |
| 27 de agosto de 2021   | Las Vegas        | Estados Unidos   | Allegiant Stadium                        | Mammoth WVH                  | 36,096 / 37,000                          | $4,140,215       |
| 30 de agosto de 2021   | Phoenix          | Estados Unidos   | Footprint Center                         | Mammoth WVH                  | 12,709 / 12,971                          | $1,669,206       |
| 1 de setembro de 2021  | Dallas           | Estados Unidos   | American Airlines Center                 | Mammoth WVH                  | 11,880 / 11,880                          | $1,746,349       |
| 4 de setembro de 2021  | Napa             | Estados Unidos   | Napa Valley Expo                         | —                            | —                                        | —                |
| 8 de setembro de 2021  | Indianápolis     | Estados Unidos   | Lucas Oil Stadium                        | Mammoth WVH                  | 19,223 / 22,702                          | $2,370,635       |
| 11 de setembro de 2021 | Atlantic City    | Estados Unidos   | Hard Rock Live                           | Mammoth WVH                  | 9,432 / 9,432                            | $2,426,763       |
| 12 de setembro de 2021 | Atlantic City    | Estados Unidos   | Hard Rock Live                           | Mammoth WVH                  | 9,432 / 9,432                            | $2,426,763       |
| 16 de setembro de 2021 | Chicago          | Estados Unidos   | Wrigley Field                            | Mammoth WVH                  | 23,464 / 28,959                          | $2,734,917       |
| 18 de setembro de 2021 | Milwaukee        | Estados Unidos   | American Family Insurance Amphitheater   | —                            | —                                        | —                |
| 21 de setembro de 2021 | St. Paul         | Estados Unidos   | Xcel Energy Center                       | Mammoth WVH                  | 10,548 / 10,548                          | $1,409,647       |
| 23 de setembro de 2021 | Columbus         | Estados Unidos   | Schottenstein Center                     | Mammoth WVH                  | 9,315 / 10,540                           | $1,459,582       |
| 26 de setembro de 2021 | Baltimore        | Estados Unidos   | Royal Farms Arena                        | Mammoth WVH                  | 8,705 / 9,321                            | $1,315,527       |
| 29 de setembro de 2021 | Raleigh          | Estados Unidos   | PNC Arena                                | Mammoth WVH                  | 10,888 / 10,888                          | $1,704,619       |
| 2 de setembro de 2021  | Hollywood        | Estados Unidos   | Hard Rock Live Arena                     | Mammoth WVH                  | 11,877 / 11,877                          | $3,262,308       |
| 3 de setembro de 2021  | Hollywood        | Estados Unidos   | Hard Rock Live Arena                     | Mammoth WVH                  | 11,877 / 11,877                          | $3,262,308       |
| Europa                 |                  |                  |                                          |                              |                                          |                  |
| 4 de junho de 2022     | Lisboa           | Portugal         | Passeio Marítimo de Algés                | Gary Clark Jr.               | —                                        | —                |
| 7 de junho de 2022     | Sevilha          | Espanha          | Estádio Benito Villamarín                | Gary Clark Jr.               | —                                        | —                |
| 11 de junho de 2022    | Sölvesborg       | Suécia           | Norje Havsbad                            | —                            | —                                        | —                |
| 15 de junho de 2022    | Stavanger        | Noruega          | Forus Travbane                           | Turbonegro Gary Clark Jr.    | —                                        | —                |
| 18 de junho de 2022    | Praga            | Chéquia          | Letňany                                  | Gary Clark Jr.               | —                                        | —                |
| 20 de junho de 2022    | Varsóvia         | Polônia          | PGE Narodowy                             | Gary Clark Jr.               | —                                        | —                |
| 23 de junho de 2022    | Groningen        | Países Baixos    | Stadspark Groningen                      | Gary Clark Jr.               | —                                        | —                |
| 25 de junho de 2022    | Clisson          | França           | Val de Moine                             | —                            | —                                        | —                |
| 28 de junho de 2022    | Dublin           | Irlanda          | Marlay Park                              | Gary Clark Jr.               | —                                        | —                |
| 1 de junho de 2022     | Londres          | Inglaterra       | Tottenham Hotspur Stadium                | Gary Clark Jr.               | —                                        | —                |
| 2 de junho de 2022     | Londres          | Inglaterra       | Tottenham Hotspur Stadium                | Gary Clark Jr.               | —                                        | —                |
| 8 de junho de 2022     | Munique          | Alemanha         | Olympiastadion                           | Gary Clark Jr.               | —                                        | —                |
| 10 de junho de 2022    | Milão            | Itália           | San Siro                                 | Gary Clark Jr.               | —                                        | —                |
| 13 de junho de 2022    | Viena            | Áustria          | Praterstadion                            | Gary Clark Jr.               | —                                        | —                |
| 15 de junho de 2022    | Hanôver          | Alemanha         | Niedersachsenstadion                     | Gary Clark Jr.               | —                                        | —                |
| América Latina         |                  |                  |                                          |                              |                                          |                  |
| 1 de setembro de 2022  | Manaus           | Brasil           | Arena da Amazônia                        | ASA                          | —                                        | —                |
| 4 de setembro de 2022  | Recife           | Brasil           | Arena Pernambuco                         | —                            | —                                        |                  |
| 8 de setembro de 2022  | Rio de Janeiro   | Brasil           | Cidade do Rock                           | —                            | —                                        | —                |
| 11 de setembro de 2022 | Goiânia          | Brasil           | Estádio Serra Dourada                    | ASA                          | —                                        | —                |
| 13 de setembro de 2022 | Belo Horizonte   | Brasil           | Mineirão                                 | —                            | —                                        |                  |
| 16 de setembro de 2022 | Ribeirão Preto   | Brasil           | Arena Eurobike                           | —                            | —                                        |                  |
| 18 de setembro de 2022 | São José         | Brasil           | Hard Rock Live Florianópolis             | —                            | —                                        |                  |
| 21 de setembro de 2022 | Curitiba         | Brasil           | Pedreira Paulo Leminski                  | —                            | —                                        |                  |
| 24 de setembro de 2022 | São Paulo        | Brasil           | Allianz Parque                           | —                            | —                                        |                  |
| 26 de setembro de 2022 | Porto Alegre     | Brasil           | Arena do Grêmio                          | —                            | —                                        |                  |
| 30 de setembro de 2022 | Buenos Aires     | Argentina        | Estadio River Plate                      | —                            | —                                        |                  |
| 2 de setembro de 2022  | Montevidéu       | Uruguai          | Estadio Centenario                       | —                            | —                                        | —                |
| 5 de outubro de 2022   | Santiago         | Chile            | Estádio Nacional Julio Martínez Prádanos | Molotov Frank's White Canvas | —                                        | —                |
| 8 de outubro de 2022   | Lima             | Peru             | Estadio Universidad San Marcos           | Molotov                      | —                                        | —                |
| 11 de outubro de 2022  | Bogotá           | Colômbia         | Estadio El Campín                        | ASA                          | —                                        | —                |
| 12 de outubro de 2022  | Bogotá           | Colômbia         | Estadio El Campín                        | —                            | —                                        |                  |
| 15 de outubro de 2022  | Mérida           | México           | Hacienda Xmatkuil                        | —                            | —                                        |                  |
| 18 de outubro de 2022  | Zapopan          | México           | Estadio Akron                            | —                            | —                                        |                  |
| 21 de outubro de 2022  | Cidade do México | México           | Estadio Ciudad de los Deportes           | —                            | —                                        |                  |
| 23 de outubro de 2022  | Monterrey        | México           | Estadio de Béisbol Monterrey             | —                            | —                                        |                  |
| Ásia                   |                  |                  |                                          |                              |                                          |                  |
| 5 de novembro de 2022  | Saitama          | Japão            | Saitama Super Arena                      | Loudness                     | —                                        | —                |
| 6 de novembro de 2022  | Saitama          | Japão            | Saitama Super Arena                      | Band-Maid Granrodeo          | —                                        |                  |
| 9 de novembro de 2022  | Bangkok          | Tailândia        | Thunderdome Stadium                      | —                            | —                                        |                  |
| 12 de novembro de 2022 | Singapura        | Singapura        | National Stadium                         | —                            | —                                        |                  |
| Oceania                |                  |                  |                                          |                              |                                          |                  |
| 18 de novembro de 2022 | Perth            | Australia        | Optus Stadium                            | ASA                          | —                                        | —                |
| 22 de novembro de 2022 | Brisbane         | Australia        | Suncorp Stadium                          | —                            | —                                        |                  |
| 24 de novembro de 2022 | Gold Coast       | Australia        | Metricon Stadium                         | —                            | —                                        |                  |
| 27 de novembro de 2022 | Sydney           | Australia        | Accor Stadium                            | —                            | —                                        |                  |
| 29 de novembro de 2022 | Adelaide         | Australia        | Adelaide Oval                            | —                            | —                                        |                  |
| 3 de dezembro de 2022  | Melbourne        | Australia        | Melbourne Cricket Ground                 | —                            | —                                        |                  |
| 8 de novembro de 2022  | Wellington       | Nova Zelândia    | Sky Stadium                              | —                            | —                                        |                  |
| 10 de novembro de 2022 | Auckland         | Nova Zelândia    | Eden Park                                | —                            | —                                        |                  |
| Total                  | Total            | Total            | Total                                    | Total                        | —                                        | —                |

### Datas canceladas
| Encontro           | Cidade           | País           | Local                          | Razão                    |
| ------------------ | ---------------- | -------------- | ------------------------------ | ------------------------ |
| 21 de maio de 2022 | Praia de Daytona | Estados Unidos | Daytona International Speedway | Preocupações com o clima |
| 5 de julho de 2022 | Glasgow          | Escócia        | Glasgow Green                  | Doença                   |

## Créditos

### Guns N' Roses
- Axl Rose – vocais, piano, percussão
- Slash – guitarra solo, talkbox, slide guitar
- Duff McKagan – baixo, backing vocals, vocais principais
- Dizzy Reed – teclados, piano, percussão, backing vocals
- Richard Fortus – guitarra rítmica, backing vocals
- Frank Ferrer - bateria, percussão
- Melissa Reese – teclados, sintetizadores, sub-bass, samples, percussão, backing vocals

### Convidados
- P!nk – vocais durante a música "Patience" (4 de setembro de 2021)
- Dave Grohl – vocais e guitarra durante a música "Paradise City" (4 de setembro de 2021)
- Wolfgang Van Halen – guitarra e vocais durante a música "Paradise City" (2 de outubro de 2021 e 3 de outubro de 2021)
- Carrie Underwood - vocais durante as músicas "Sweet Child o' Mine" e "Paradise City" (1 e 2 de julho de 2022)